# Szkoła Podstawowa nr 17 im. gen. Józefa Bema w Toruniu
Szkoła Podstawowa nr 17 im. gen. Józefa Bema w Toruniu – szkoła podstawowa położona przy ul. Rudackiej 26/32 w Toruniu. Szkoła powstała na przełomie XIX i XX wieku, pod obecną nazwą funkcjonuje od 1966 roku.
Zabudowania szkolne obejmują dwa budynki i zaplecze gospodarcze. Pierwszy budynek został wzniesiony na przełomie XIX i XX wieku. Wybudowano go na piaszczystej skarpie. Do 1920 roku działała w niej szkoła, gdzie uczyły się dzieci osadników niemieckich i potomków niderlandzkich. Od 1 września 1922 roku w szkole zaczęły uczyć się polskie dzieci z Rudaku, Stawek i innych okolicznych miejscowości. Szkoła liczyła siedem klas. Była pozbawiona sali gimnastycznej i boiska. W II poł. XX wieku budynek zmodernizowano.
2 października 1939 roku, na mocy zarządzenia komisarza miasta Torunia Waltera Kiesslinga z 28 września 1939 roku, zamknięto polskie szkoły w Toruniu. Do wiosny 1940 roku wszystkie szkoły w Toruniu zostały zreorganizowane, w celu upodobnienia ich do niemieckiego modelu oświaty. Nie wiadomo, kiedy szkoła na Rudaku została ponownie otworzona. Dyrektorem szkoły na pocz. II wojny światowej był Walter Beidatsch.
Drugi budynek oddano do użytku w 1966 roku. Został wybudowany w ramach czynu społecznego przez Wyższą Szkołę Wojsk Rakietowych i Artylerii oraz Toruńskiej Ceramiki Budowlanej, przy wsparciu mieszkańców Rudaka. Wraz z oddaniem do użytku nowego budynku w szkole pojawiły się m.in: sala gimnastyczna, biblioteka, stołówka, gabinet lekarski, toalety, boisko szkolne. W tym samym roku patronem szkoły został gen. Józef Bem.
Po 2000 roku w wyniku spadku liczby uczniów planowano zlikwidować szkołę. Ostatecznie zrezygnowano z tych planów. W 2011 roku rozpoczęto remont szkoły. Do 2016 roku wyremontowano korytarze, sale lekcyjne, łazienki i świetlice, wymieniono stare grzejniki, zakupiono szafki dla uczniów, zamontowano kamery. Ponadto przed szkołą zbudowano plac zabaw.
Budynki, w których działa szkoła, są wpisane do gminnej ewidencji zabytków (nr 2534).